# 篠原常一郎
篠原 常一郎（しのはら じょういちろう、1960年〈昭和35年〉7月11日 - ）は、日本のジャーナリスト、軍事・政治評論家、政治アドバイザー、動画配信者。元日本共産党専従（専従職員）。軍事評論家としては、古是 三春（ふるぜ みつはる、ミハイル・フルンゼから）の筆名を使用する。ロシア名は「フルンゼ・ミーシャ」だという。志波 耕治（しば こうじ）の名義で『月刊正論』への連載歴がある。
元共産党員であるが公式に転向声明を発表したことはなく現在は秋篠宮家の誹謗中傷を行っている。
参政党の党首神谷宗幣に外交安全保障や皇統問題において多大な思想的影響を与えた。

## 略歴
1960年、東京都で誕生した。中央大学附属高等学校卒業後、志望大学への現役合格に失敗し、家業である鋼材店の手伝い作業員をしながら、駿台予備校が開催する短期セミナーなどに参加する自宅浪人生となった。
1979年4月初め、日本民主青年同盟予備校班のオルグに応じ、民青千代田地区浪人班に加盟した後、1979年6月上旬に赤旗まつりで勧誘され「党員候補」となり、18歳で日本共産党に入党し、党千代田地区委員会予備校支部 (秘匿名称NB34支部) に所属した。この時のメンバーには小池晃がいた。
立教大学文学部教育学科初等教育専攻卒業後、公立小学校の非常勤講師を短期間務め、その後は日本共産党専従職員となった。党生活相談所長、国会議員候補者緒方靖夫の秘書などを務め、1995年から2003年まで党国会議員団事務局に属し、筆坂秀世参議院議員の第一秘書、東中光雄衆議院議員の第二秘書、東中が第42回衆議院議員総選挙で落選・引退後、小沢和秋衆議院議員の第一秘書、筆坂の第一秘書、小沢の第二秘書 を務めるなど、国会議員公設秘書として活動した。この間、党の「ムネオ問題追及チーム」などに加わり、筆坂の下で働いた。
2001年、川辺川ダム建設問題に関与し、金権構造打破と無駄な公共事業をやめさせるために奮闘した。
その後、党本部に勤務するも、本人の弁によれば「最高幹部の不正を批判したため」、査問を受け、2004年に党を除籍されたとされる。
2009年9月から民主党衆議院議員樋口俊一の政策秘書を務めた。
2020年2月20日、旧統一教会系の『世界日報』の読者でつくる「世日クラブ」で「韓国・日本に浸透するチュチェ思想」と題した講演を行う。沖縄の基地反対派について、ハングルの書かれた旗があったことに触れ、沖縄が主体思想の拠点になっていると主張した。講演を受け、世日クラブの会長は「チュチェ思想はある意味肺炎より恐ろしい」と感想を語った。2020年4月には、北朝鮮指導者の金正恩が「脳死状態」という誤った情報をYoutubeなどで発信し、この篠原の誤情報が発端となり、SNS上で金正恩死亡というデマが広まった
2020年4月11日、神谷宗幣、松田学、KAZUYA、渡瀬裕哉と共に「参政党」を結党し、ボードメンバーとなった。その後、党のボードメンバーを退任し、アドバイザーの立場となっている。

## 人物
- 軍事評論家として、主に旧ソ連を中心とした旧共産圏の軍事事情や兵器技術の解説記事を執筆している[14]。また、北東アジアの安全保障問題を、独自取材にもとづき論じている[14]。『軍事研究』、『丸』、『グランドパワー』、『エアワールド』、『ストライクアンドタクティカルマガジン』などで執筆した[5]。
- 旧ソ連圏の軍歌を愛好するサークル「パリャーノチカ」の創設者であり、2018年に在日ロシア連邦大使館が主催する「不滅の連隊」に参加してソビエト連邦軍の軍服を着ながら軍歌を披露している[2]。
- 佐藤優は、日本共産党に対する篠原の立場を筆坂秀世と同様、敵対ではなく「愛情」のような「想い」を感じると評した[1]。
- 小室圭やその母の金銭トラブルなどを追及し、秋篠宮家への誹謗中傷を行っている。2021年10月、篠原は小室の母の告発に踏み切ったが、「具体的な証拠がなく事実確認も不充分」という理由で告発状が返戻されたため、証拠を集め直し、同年12月に告発状を再提出したが、2023年3月に不起訴処分となった。そのため、同年4月に不起訴処分に対しての不服申し立てを行ったが、12月9日に届いた議決通知書には「本件不起訴処分は、いずれも相当である」と記載されていた[21]。

## 著作

### 単著
- 古是三春『ソビエト・ロシア戦車王国の系譜 : T-54/55 T-62 T-64 T-72 T-80 T-90&最新試作車輌 : ソビエト・ロシアの主力戦車』キャトル・バン〈Kantosha mook〉、2009年4月28日。ISBN 978-4-87357-321-2。
  - 古是三春『ソ連・ロシア戦車王国の系譜 決定版』パンダパブリッシング、2019年1月。ISBN 978-4-909400-82-6。
- 古是三春『ノモンハンの真実 : 日ソ戦車戦の実相』産経新聞出版、2009年9月28日。ISBN 978-4-8191-1067-9。
  - 古是三春『ノモンハンの真実 : 日ソ戦車戦の実相』潮書房光人新社〈光人社NF文庫 ; ふ1076〉、2018年7月24日。ISBN 978-4-7698-3076-4。
- 古是三春『大祖国戦争のソ連戦車 ― 大祖国戦争を勝利に導いた赤軍戦車たちに迫る』ストライクアンドタクティカルマガジン2011年1月号別冊 2010年12月2日 (木) 発売・第8巻第2号 (通巻50号)、カマド出版。
- 篠原常一郎『日本共産党噂の真相』育鵬社、2020年9月30日。ISBN 978-4-594-08606-0。(『いますぐ読みたい 日本共産党の謎』の加筆修正版)。

### 共著
- 鮎川置太郎・後藤仁・谷井成章・古是三春・山野治夫著『戦車大百科 ― 世界の戦闘車両577車種を網羅!（COSMIC MOOK）』コスミック出版、2007年9月4日発行、ISBN 978-4-7747-5048-4。
  - 鮎川置太郎・後藤仁・谷井成章・毒島刀也・古是三春・山野治夫『戦車パーフェクトBOOK － ティーガー、パンターから最新ミサイルシステムまで591（コスモブックス）』コスミック出版、2009年8月10日 発行、ISBN 978-4-7747-9024-4。
- 古是三春、一戸崇雄『戦後の日本戦車 ― 61式、74式、90式からTK-Xへ開発経緯とメカニズムまで』ストライクアンドタクティカルマガジン2009年9月号別冊 2009年8月27日（木）発売・第6巻第7号（通巻37号）、カマド出版。
- 古是三春・ビトウマモル著/ミリタリー・クラシックス編集部編『フランス外人部隊のすべて ― 部隊こそ我が祖国創設から現代までの軌跡〈ミリタリー選書 30〉』イカロス出版 2009年9月5日発行、ISBN 978-4-86320-161-3。
- 筆坂秀世監修・篠原常一郎執筆『いますぐ読みたい 日本共産党の謎』徳間書店、2009年9月30日 初版第1刷発行、ISBN 978-4-19-862768-3。
- 加藤健二郎・古是三春『意外と強いぞ自衛隊! : 解き明かされた55の真実』徳間書店、2009年3月、ISBN 978-4-19-862707-2。
- 加藤健二郎・古是三春『ホントに強いぞ自衛隊! : 中国人民解放軍との戦争に勝てる50の理由』徳間書店、2010年4月、ISBN 978-4-19-862943-4。
- 古是三春・鈴木邦宏・土居雅博『日本陸軍の戦車 ― 完全国産による鉄獅子、その栄光の開発史』ストライクアンドタクティカルマガジン2010年11月号別冊 2010年10月13日（水）発売・第7巻第9号（通巻48号）、カマド出版。
- 篠原常一郎×岩田温『なぜ彼らは北朝鮮の「チュチェ思想」に従うのか 日本の教員や大学教授もハマり、拉致問題にも影響を与えた !!』育鵬社、2019年12月31日 初版第1刷発行、ISBN 978-4-594-08329-8。
- 篠原常一郎・早川幸雄・Busayo『鮎とビク』（電子出版）

## メディア出演
ラジオ
- おはよう寺ちゃん 活動中（文化放送) - 2019年10月2日から2021年3月24日まで水曜日レギュラー

インターネット番組
- 「闘論！倒論！討論！」、「FrontJapan桜」他（日本文化チャンネル桜）
- 「怒っていいとも！！」、「怒れるスリーメン」他（文化人放送局）
- YouTubeチャンネル 古是三春チャンネル[22]

## 登場作品
- 小林源文『東亜総統特務隊 ― ヤパニッシュ・フライビリング・デア・ヴァッフェンＳＳ』: NKVDのスメルシュの暗殺部隊"アジアの曙" (第500特別部隊) のシノハラビッチ大佐として。NKVDに入る前はレニングラード大学で心理学を教えていたという[23]。
- 小林源文『平成維新 戦う自衛隊』: 国会議員篠原常一郎として[24]。
- 小林源文『オメガ7』: 弁護士篠原常一郎として。「法律相談30分 5千円ポッキリ 篠原常一郎法律事務所 24時間受付」との看板あり[25]。